# 西索瓦·哥沙曼
西索瓦·莫尼旺·哥沙曼·尼亚里丽（Sisowath Monivong Kossamak Nearirath，1904年4月9日—1975年4月27日），一译莫拉旺·科萨马克，柬埔寨公主、柬埔寨王后。
西索瓦·哥沙曼是國王诺罗敦·苏拉玛里特之妻，也是國王諾羅敦·施亞努的生母。她是國王西索瓦·莫尼旺与其正妻的女兒。1941年西索瓦·莫尼旺逝世後，她的兒子諾羅敦·施亞努被選定為新的國王。1940年代的哥沙曼致力於將自己的長孫女诺罗敦·帕花黛维訓練成一名皇家芭蕾舞舞蹈家。
1955年，施亞努遜位給父親诺罗敦·苏拉玛里特，哥沙曼成為王后。她對窮人大方、為國家謀福祉，因而獲得柬埔寨人的尊敬。不過，她與兒媳婦諾羅敦·莫尼列一樣，被指責在文官中培養門生。她和莫尼列的關係不好。
1960年，苏拉玛里特逝世後，施亞努成為國家元首（但他在1993年才再次使用國王稱號）。曾有人建議修改憲法，以便讓哥沙曼出任女王，但王家委員會不願意批准。施亞努說，只有天知道為何他不希望母親繼承王位。随后，西哈努克修改宪法，使自己成为国家元首，并履行国王在仪式上的职权。哥沙曼仍保留“王后”的头衔。
施亞努擔任國家元首期間，哥沙曼繼續施展其影響力。1970年柬埔寨政變後，哥沙曼被龍諾驅逐出王宮，軟禁於郊外的家中。1972年，因為健康原因，她被獲准前往中國北京與兒子團聚。
1975年4月27日，哥沙曼王后在中國北京病逝。翌日，西哈努克亲王、柬埔寨民族统一阵线和王国民族团结政府发布讣告。国务院副总理邓小平、陈锡联，全国人大常委会副委员长李素文、邓颖超前往位于东交民巷的柬埔寨元首府，向王后遗体告别，毛泽东也向王后献上花圈。29日，北京天安门广场、新华门、外交部为其下半旗致哀。5月2日，红色高棉领导人之一、副首相乔森潘向西哈努克致电哀悼。
5月4日，哥沙曼王后的遗体在北京火化。李先念、陈锡联、李素文、宋庆龄等中华人民共和国领导人出席了她的火化仪式，朝鲜民主主义人民共和国副主席康良煜、越南民主共和国政府副总理潘仲慧、越南南方共和临时革命政府副主席阮文吉率代表团出席葬礼。同年9月西哈努克归国时，将其骨灰带回金边安葬。

## 勳章
- 捷克斯洛伐克： 白狮勋章第一等（1963年1月8日）
- 新加坡： 淡马锡勋章第一等（1963年4月9日）
- ： 萬象及白傘勳章项链级 （1963年4月18日）
- 马来西亚： 联邦王室勋章荣誉勋位（1964年）
- 南斯拉夫： 南斯拉夫之星（英语：Order of the Yugoslav Star）大星级勋位（1968年1月17日）
- 衣索比亞： 所罗门勋章（英语：Order of Solomon）（1968年5月4日）
- 法國： 荣誉军团勋章
- 印度尼西亞： 印度尼西亚之星（英语：Star of the Republic of Indonesia）第一等（1968年4月1日）